# Momin prochod
Momin prochod (bułg. Момин проход) – miasto w Bułgarii, w obwodzie sofijskim i gminie Kostenec. W 2019 roku liczyło 1 365 mieszkańców.